# 걸즈 곤 데드
《걸즈 곤 데드》(영어: Girls Gone Dead)는 2012년에 공개한 미국의 영화이다.

## 캐스팅
- 제리 롤러 : 보안관 잭슨 콜 역
- 비틀주스 :  본인 역
- 론 제레미 :  본인 역
- 줄리 켄들 : 로즈마리 역